# علي قاسم زاده
علي قاسم زاده (ولد عام 1962 في أصفهان) هو سياسي إيراني شغل منصب عمدة أصفهان منذ عام 1400. تم انتخابه رئيسًا لبلدية المدينة في 25 سبتمبر 1400 من قبل أعضاء المجلس البلدي السادس لأصفهان، وتم تعيينه رسميًا رئيسًا لبلدية أصفهان بموجب مرسوم من وزير الداخلية الإيراني في 26 سبتمبر 2021.